# Mastigietta palmipes
Mastigietta palmipes är en manetart som först beskrevs av Ernst Haeckel 1880.  Mastigietta palmipes ingår i släktet Mastigietta och familjen Mastigiidae. Inga underarter finns listade i Catalogue of Life.